# Afghans (Australie)
Pour les articles homonymes, voir Afghans.

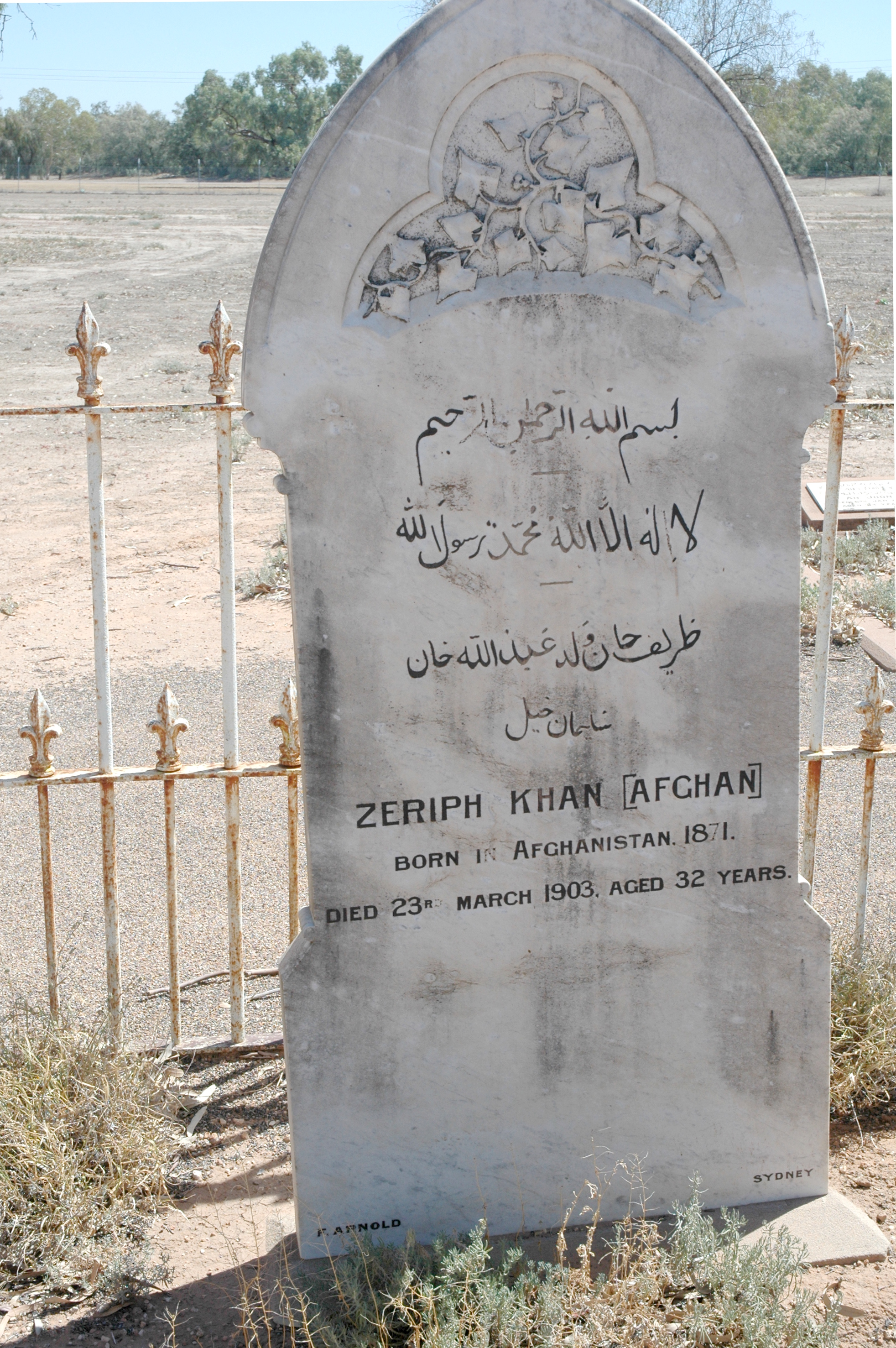
Tombe de l'Afghan Zeriph Khan (1871-1903) dans le cimetière de Bourke dans la Nouvelle-Galles du Sud

Les Afghans ou Ghans sont les chameliers originaires de l'Afghanistan et du Raj britannique, principalement des Pachtounes, envoyés en Australie afin de guider les dromadaires chargés de faciliter l'exploration puis la mise en valeur de l'outback, l'arrière-pays désertique du continent.
En 1860, le gouvernement de Victoria fait venir 24 dromadaires et 3 guides qui prendront part à l'expédition de Burke et Wills ralliant Melbourne au golfe de Carpentarie. Ces méharistes musulmans sont 600 en 1901 et finissent par constituer une minorité de 3 000 personnes en Australie, dominant le secteur du transport dans l'intérieur du pays. La ville d'Alice Springs est ainsi, avant l'arrivée du chemin de fer, dépendante pour son approvisionnement des Afghans qui ravitaillent la ville depuis Oodnadatta grâce à leurs « vaisseaux du désert ». Cependant, malgré ce rôle crucial, ils sont mal acceptés par la population qui ne comprend pas pourquoi, suivant leurs préceptes religieux, ces musulmans refusent d'acheminer porc et alcool fort, et qui se plaint de l'odeur de leurs bêtes.  
Les Afghans contribuent à la construction de la ligne de chemin de fer entre Adélaïde et Alice Springs surnommée The Ghan en leur honneur, ainsi qu'à la ligne de télégraphe courant parallèlement à la voie ferrée et rejoignant Darwin au nord. Ils établissent de petits centres de peuplement le long des chantiers dénommés ghans comportant la plupart du temps une petite mosquée faite de tôle ondulée et surmontée d'un minaret. 
Cette population masculine ne peut en général, en raison de préjugés raciaux, se marier qu'avec les femmes défavorisées : aborigènes détribalisées ou femmes blanches répudiées. Malgré les discriminations dont ils sont l'objet de la part de la majorité d'origine européenne, certains parviennent à faire fortune. Ainsi les frères Taj et Faiz connaissent la réussite dans le commerce, tandis que Mohammed Alam Khan devient un herboriste reconnu à Adélaïde, mais ces cas restent isolés. En raison de la concurrence de l'automobile à partir des années 1920 et de l'application de la politique de l'Australie blanche, la majorité est amenée à quitter le pays.